# Fraport
Fraport AG, från Frankfurt Airport, tyskt företag som driver Frankfurt Mains flygplats.